# Purpurbrun giftfjällskivling
Purpurbrun giftfjällskivling (Lepiota lilacea) är en svampart som beskrevs av Bres. 1892. Purpurbrun giftfjällskivling ingår i släktet Lepiota och familjen Agaricaceae.  Arten är reproducerande i Sverige. Inga underarter finns listade i Catalogue of Life.

## Källor

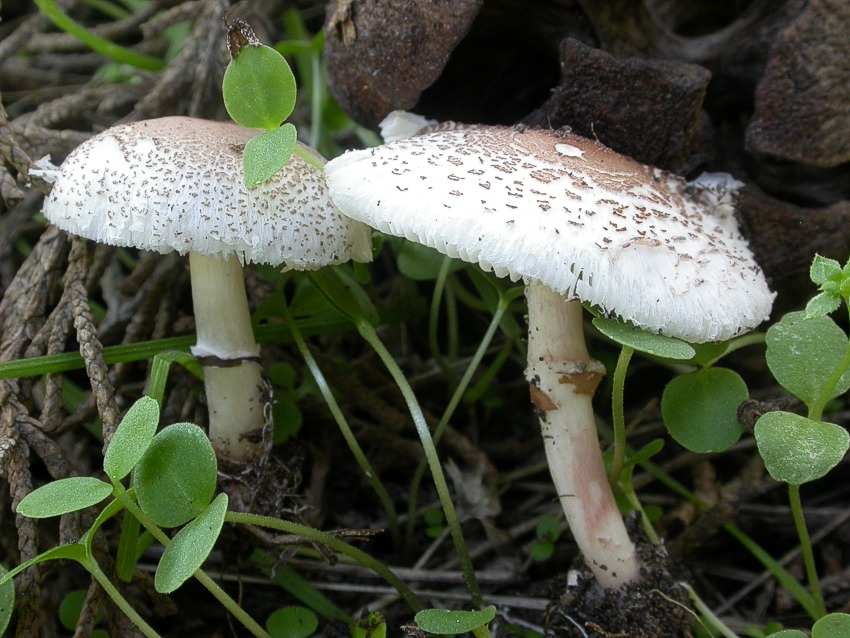